# Niger
Niger – službeno Republika Niger (fra. République du Niger) – država je u zapadnoj Africi bez izlaza na more. Graniči na sjeverozapadu s Alžirom, na sjeveru s Libijom, na istoku s Čadom, na jugu s Nigerijom, na zapadu s Malijem te na jugozapadu s Beninom i Burkinom Faso.

## Zemljopis
Dvije trećine državnog područja nalazi se u Sahari. Uski pojas na jugu uz nigerijsku granicu pripada prijelaznom Sahelu (arapski "obala pustinje"), a najjužniji dijelovi zemlje uz rijeku Niger područje su savane.
Reljef Nigera uglavnom je ravan ili brežuljkast, a planine Aïr se susreću samo na sjeveru i ogranak su alžirskog masiva Haggar, s najvišim vrhom Bagzane (2022 m).

## Povijest
Brojni arheološki nalazi i crteži u kamenu ukazuju na prisutnost čovjeka na prostoru Nigera od najstarijih vremena. U susjednoj državi Čad pronađeni su ostaci pračovjeka lat. Australopithecus bahrelghazali stari 2 do 3,5 milijuna godina. Značajan broj dokaza ukazuje da su pred 60 000 godina ljudi naseljavali područje Nigera koje je danas pustinja Sahara, a koje je u to vrijeme bilo plodna ravnica. Najmanje 7000 godina pr. Kr. ljudi su u tom području gradili naselja, uzgajali ovce i koze. Nakon što je Sahara presušila oko 2000 godina pr. Kr., područje Nigera je postalo današnja pustinja, a većina stanovnika i trgovačih ruta zadržala se uz planine Aïr na sjeveru, na zapadu uz obale jezera Čad i oaze u području Kaouara, te na jugu i jugozapadu uz granicu s Nigerijom. Već od 5. stoljeća pr. Kr. trgovačke rute koje su povezivale Kartagu i drevni Egipat s ondašnjima državama Sahela prolazile su kroz područje današnjeg Nigera, što se i nastavilo u vrijeme rimskog carstva. Smatra se da većinu trgovine su obavljali posredinici koji su obitavali na području te su znali sigurne puteve kroz pustinju. Dijelovi područja današnje države Nigera su kroz srednji vijek bili pod kontrolom različitih država, tako je dijelom vladalo Songajskog carstva, Malijskog carstva, na njemu su bile brojne države naroda Hausa. Konfederacija plemena Tuarega su se kroz današnji Niger širila prema jugu, te se sukobljavala s Fulani carstvom koje je pod kontrolom držalo područje Nigera do kraja 18. stoljeća.
Na prijelazu iz prvog u drugo tisućljeće poslije Krista na ovom su se području počele formirati države čije se bogatstvo temeljilo na prekosaharskoj trgovini. U 11. stoljeću gotovo su sve primile islam. Europljani su došli u kontakt s ovim područjem u 19. stoljeću, a francuska je kolonizacija započela na prijelazu u 20. stoljeće. Niger je uključen u sastav Francuske zapadne Afrike i doživio je, slično drugim francuskim kolonijama u Africi, nagli rast broja stanovnika i komercijalizaciju poljoprivrede. Krajem 1950-ih dobio je široku samoupravu, a 1960. i neovisnost.
Prvi predsjednik Hamani Diori zbačen je u vojnom udaru 1974. kojeg je predvodio pukovnik Seyni Kountché, predsjednik do 1987. Godine 1993. održani su prvi slobodni izbori, ali je već 1996. uslijedio novi državni udar. Novim izborima 1999. Niger se vratio civilnoj vlasti. Od sedamesetih godina zemlja se suočava s povećanom učestalošću suša što dovodi do pada poljoprivredne proizvodnje i pojave gladi, a tijekom ranih devedesetih potresala ju je i pobuna Tuarega, nomadskih stanovnika Sahare.

## Gospodarstvo
Nigersko je gospodarstvo gotovo u potpunosti poljoprivredno. Velik dio stanovništva bavi se nekomercijalnom poljoprivredom, a izvozi se uglavnom stoka. Osim poljoprivrede, razvijeno je i rudarstvo (zalihe uranija među najvećima su na svijetu, dok ostatak rudarstva su rudnici zlata i ugljena). U Nigeru se nalaze i nalazišta nafte. Poljoprivrednu proizvodnju ugrožavaju sve učestalije suše i pretvaranje plodnih područja u pustinju zbog intenzivne sječe. Prema nekim izvješćima u Nigeru je još uvijek prisutno neformalno ropstvo.
BDP je za 2004. procijenjen na 900 USD po stanovniku (mjereno po PPP-u).

## Stanovništvo
Najveća etnička skupina u Nigeru je narod Hausa koji živi i u susjednoj Nigeriji (56%), a slijede Djerma-Songhai (22%), prisutni i u Maliju. Ova su dva naroda sjedilačka, za razliku od nomadskih i polunomadskih Fulanija (8,5%) i Tuarega (8%). S povećanjem broja stanovnika i sve većom konkurencijom za prirodne resurse ove skupine sve češće dolaze u sukob. Vjera većine stanovnika je Islam.
Dostupnost suvremene medicinske skrbi u Nigeru je slabija nego u susjednim afričkim zemljama s posljedičnom visokom smrtnošću djece u dobi od 1 do 4 godine. Ipak, zahvaljujući visokoj rodnosti stanovništvo je mlado (49% mlađih od 15 godina) i povećava se.

## Administrativna podjela
Niger je podijeljen u sedam regija i jedno područje glavnog grada, a regije su dalje podijeljene u 36 departmana. Regije: Agadez, Diffa, Dosso, Maradi, Tahoua, Tillabéri, Zinder, Niamey (područje glavnog grada). Daljnja podijela je na općine kojih od 2006. ima 265. Općine mogu biti urbane (dijelovi većih gradova) ili ruralne (sela, područja pustinje bez stanovnika ili vojne zone). Urbane općine su podijeljene na četvrti, dok ruralne mogu sadržavati sela ili naselja.

## Slike iz Nigera
- Karavana
- zaprežna kola (taljiga) na dva točka, istočni Niger
- Autoput za grad Tahoua
- Kiliši naroda Hausa
- Djeca izvlače vodu iz izvora
- na izvoru vode, Timia, Niger
- Školarci u Diffi
- Ljudi iz Tahoue u tradicionalnoj nošnji
- Zinder
- Na južnom rubu Sahare
- Gobero
- Dine
- Muzej u Niameyu
- Djado, danas grad-duhova
- Deve